# 青くて痛くて脆い
『青くて痛くて脆い』（あおくていたくてもろい）は、住野よるによる日本の長編青春小説。小説誌『文芸カドカワ』（KADOKAWA）2017年4月号から2018年1月号に連載、KADOKAWAより2018年3月2日に刊行された。
吉沢亮と杉咲花主演で映画化され、2020年8月28日に公開された。

## 概要
住野よるの5作目の小説であり、2018年3月12日付オリコン週間BOOKランキング文芸書の部門で第1位を獲得した。住野よるは、「『膵臓』で感動してくれた全ての人たちの心を、 この本で塗り替えたい」と語っている。
2019年1月、hontoが集計した「2018年二十歳（ハタチ）が一番読んだ小説ランキング」で1位を獲得した。受賞に際し、作者の住野よるは「大学生を題材に書いた本作品が同年代に読まれてとても嬉しいです。ふすいさんの素敵なイラストとともに楽しんでたいだけたら幸いです」とコメントした。2020年8月時点で累計発行部数は50万部を突破している。
BLUE ENCOUNTの「もっと光を」が、小説のテーマソングとして特設サイトなどで使われている。BLUE ENCOUNTのファンであった著者の住野よるが「もっと光を」の歌詞が物語の趣旨にぴったり合っていることなどから依頼して実現した。作者へのインタビューで「初めてキャラクターたちを芸能人に当てはめてみた」と語っており、劇中に登場する人物に対し、イメージした芸能人の名前が明かされている。

## ストーリー
大学1年生になって2週目の月曜日。僕は秋好寿乃と出会う。秋好は大学の授業中に子供のような理想論を発表するために周りから敬遠されていた。誰かの意見に反する意見をできるだけ口にしない事を信条としていた僕は秋好を受け入れてしまう。秋好は痛く青臭く自分の理想を追求していた。そんな秋好が満足するサークルはなかなか見つからない。そんな時僕は不用意に自分でサークルを作ればと発言してしまい、秋好とサークル「モアイ」を設立する。「モアイ」は目立つことが嫌だという僕の意見を取り入れ、こっそりと納得のいくやり方で秘密結社のようなものとして設立された。「モアイ」の名前は目的や用途や定義があいまいということで僕がその時着ていたモアイのTシャツから取った。大学4年生の時点で秋好との交流はなくなり、僕は「モアイ」から脱退していた。2人の秘密結社のような存在として設立されたモアイだが徐々に規模が大きくなり50人の大所帯のサークルまで成長していた。秋好が「明日世界が変わるかもしれない」、「明日全員が銃を下す理由があれば、戦争は終わる」など理想に燃えて設立し、小さなボランティアや災害支援の活動をする程度だった「モアイ」は変わり、学生の就職活動支援をメインにするサークルに変貌していた。僕はあの時秋好が残していたものの先に今があるのだから、結局秋好は嘘をついたなと思う。そして秋好の嘘を本当にするために今の「モアイ」を壊すことを決意する。僕はバイト友達の董介とともに「モアイ」のスキャンダルを探り「モアイ」を潰すためにモアイに近づく。その後「モアイ」のスキャンダルをつかみそれをネットに流し、「モアイ」は大学から処分されることとなった。「モアイ」の部員説明会の日、リーダーのヒロと出会う。「叶えたいものに辿り着くためには努力と手段がいる、時間が立てば変化することは当たり前。変わらないものが偉くて、変わるものが悪いなんてことはあるわけない」と訴えるヒロに対し、僕は「願う力を信じなくなったらそれはもう理想ではない」と否定する。そして、「お前と出会わない方が幸せだった」という言葉を投げつけ、その場をあとにする。その言葉は秋好を強く傷つけ、説明会で秋好は突然、「モアイ」の解散を宣言する。そして「理想を信じてきたけれど、私は傷つけてきてしまった人のことを無視することはできません」と続ける。その時に僕は突然強い吐気に襲われる。今までの怒りが後悔と恥に変わっていくことを感じていく。それまで自分が傷つけられたとしか感じていなかった。相手を傷つけたことなど考えていなかった。秋好を記憶にあった形の決まった存在、傷つかない存在だと思っていたことに気づく。そして秋好を傷つけることなんてしたくなかったことに気づき激しく後悔した。その後、脇坂の力を借り、かつての自分がそうであったように「モアイ」を居場所と感じている人たちのために奔走する。社会人になってから、川原たちが立ち上げた「モアイ」の後継団体の交流会に僕は参加する。その団体は「成長」をテーマにしていた。学生から「学生時代に成長した出来事を教えてください」と質問され「大事な人を傷つけたこと」と語る。その際視線を上にあげると秋好が目に入った。休憩時間秋好を探した。秋好はホールから歩きだし、並木道を歩いているところだった。僕はその後ろ姿を追いかけた。僕はあらゆる自分の行動が相手を不快にさせる可能性を感じ、傷つきたくない、怖いと感じる。でも、間違った自分、弱かった自分、それを受け入れられる今の自分、秋好のおかけでそういう自分になれた。それでもやはり自分は変わらないから怖いけれど、無視されてもいい、拒絶されてもいい、その時は「もう一度ちゃんと傷つけ」と思う。

## 登場人物
田端 楓（たばた かえで）
商学部に通う大学生。18歳までに「人に不用意に近づかない事」、「誰かの意見に反する意見をできるだけ口にしない事」の2つを信条にしている。モアイの設立に参加したが、モアイが理想と違ってきたと感じ、モアイを脱退した。権力闘争に負けたようなものだと考えている。大学4年生の時に1年生の時に秋好と設立した時の理想のモアイを取り戻すため、モアイを壊し、再生させようと決意する。その手段としてモアイのスキャンダルを探す。
秋好 寿乃（あきよし ひさの）
茨城県出身で政治経済学部に通う大学生。高校ではサッカー部だった。大学入学時の信条は「なりたい自分になる」。サークル「モアイ」のリーダー。みんなを幸せにするという理想は最後まで貫いていたが、サークルメンバーの理想論的な提案を「現実的に難しい」と却下するなど徐々に現実社会に合わせて理想を追求するスタンスに変わっていった。
董介（とうすけ）
田端のバイト友達、大学生。意識高い系の学生が集まる「モアイ」を嫌っており、モアイを壊す手伝いをするが、スパイとしてモアイに潜入し、モアイのメンバーたちと交流する事によりモアイを壊す手伝いから降りる。降りる際は「楓が間違っていると思っているわけではなく、手段がな」と語った。大学卒業後、社会人になっても田端と交流をもつ。
ポンちゃん
愛媛県出身。董介のゼミの後輩。モアイの幽霊部員。高校生の時から付き合っている彼氏がいる。作者インタビューで、見た目のイメージはおかもとまりと語られている。また、本名は本田朝美である。
川原理沙（かわはら りさ）
田端のドラッグストアでのバイト仲間。田端が4年生の時に1年生。田端にヤンキー女子大生と呼ばれる。田端にモアイの内情を探るため勧められてモアイに加入するが、もともと自分に酔っている人たちが好きなため、その後は積極的にモアイの活動に参加するようになる。4年生の時にモアイの後継団体の部長となった。自分の思いは常に口にするタイプで董介の家での飲み会でポンちゃんに田端と何故お互いに敬語なのか？と問われた際には「人と人の距離は1対1で決めるもの」と憤った。作者インタビューで、見た目のイメージはtricotのキダ モティフォ。
テン/天野
モアイの幹部。イベントでは司会を行う。チャラいが悪くない奴と薫介は感じ、モアイを壊す活動から薫介が抜ける原因となる。川原にはモアイが交流している社会人の女性に振られても、女性が悪者にならないように自分が振ったように振る舞うところを「最高に自分に酔っている感じで、すげーいい」と評される。
脇坂（わきさか）
モアイを外部者として支援し、モアイの発展に寄与した。諦念という言葉がそっくり似合う表情をし、飄々としたたたずまいをしているが、お節介な一面があり、すべての事を理解し後悔した田端を支援する。秋好と恋愛関係であったこともあった。
尋木ミア（たずのき ミア）
モアイの3人目のメンバー。一重で唇が薄く、冷たい空気をまとっている。秋好がヒロと呼ばれるきっかけを作った。大学4年生の頃にはモアイと距離をとり、研究留学で渡米した。

## スピンオフ作品
『多様性なくてここに』（たようせいなくてここに）は、『青くて痛くて脆い』のスピンオフ作品。住野よるにより書き下ろされ、ダ・ヴィンチ2020年9月号に掲載された。モアイ3人目のメンバーである尋木ミアの視点で描かれている。

### あらすじ
尋木ミアはモアイの結成を知り、入部する。入部した理由は、秋好寿乃に憧れを抱いたわけでも、居場所を求めたわけでもなく、自分と同じ意見を持った人間ばかりと過ごしていたら人の心は腐っていくと考えていたので、授業中に子供のような理想論を大声で披露する秋好寿乃の作った団体に入ってみようと考えたからだ。そのため秋好寿乃は苦手であった。
楓が風邪で休んだため、秋好と2人で参加した炊き出しのボランティアの帰りに、ミアは秋好に「3人では世界を変えられない、声をたくさんの人に届かせる必要がある」と話し、いままでまともに勧誘活動をしてこなかったモアイのあり様に対して異議を唱える。その日は秋好は考えを保留し、ミアに対し「もし私や楓と大喧嘩をすることになってもモアイを辞めないでほしい」とお願いをする。それから時は立ち、ミアはその約束を守り、秋好と幾度となく話し、ぶつかった。通常の友人と呼ばれる関係よりはるかにまじめに話をした。ただ、最後の瞬間まで秋好と一時でも友人であったかはわからなかった。最近、あの日感じた共感でも同調でもない心のつながりを思い出し、ミアは自分は秋好とただ一緒にいることを楽しめる友達になれたらと思ったのだと感じた。その願いはあの日消えたけれど、どれほど先になるかわからないが、もしいつか「あっち」で秋好と会うことができたなら照れずに秋好にそのことを伝えたいとミアは思った。

## 書誌情報
- 青くて痛くて脆い（2018年3月2日、KADOKAWA、ISBN 978-4-04-105206-8）
- 青くて痛くて脆い（2020年6月12日、角川文庫、ISBN 978-4-04-109015-2）

## オーディオブック
2019年7月26日よりオトバンクの運営するオーディオブック配信サービス「audiobook.jp」で配信開始。
キャスト（オーディオブック）
- 田端楓：西山宏太朗
- 秋好寿乃：花守ゆみり
- 董介：中島ヨシキ
- 川原：田澤茉純
- ポンちゃん：田中美海
- 脇坂：羽多野渉
- テン：佐藤元
- その他のキャスト：井上健一、小林敬、有住藍理、小田果林、髙山滉、早瀬莉花、山石さとみ、泉帆唯花、林原渉太、髙山滉

## 映画
2020年8月28日に公開された。監督は狩山俊輔、主演は吉沢亮と杉咲花。公開初日の8月28日に舞台挨拶が東京・TOHOシネマズ六本木ヒルズで開催され、全国111の劇場に生中継された。

### キャスト（映画）
- 田端楓：吉沢亮
- 秋好寿乃：杉咲花
- 前川董介：岡山天音[18]
- 本田朝美（ポン）：松本穂香[18]
- 天野巧（テン）：清水尋也[18]
- 西山瑞希：森七菜[18]
- 川原理沙：茅島みずき[18]
- 大橋：光石研[18]
- 脇坂：柄本佑[18]

### スタッフ（映画）
- 原作：住野よる『青くて痛くて脆い』（KADOKAWA刊）
- 監督：狩山俊輔
- 脚本：杉原憲明
- 音楽：坂本秀一
- 主題歌：BLUE ENCOUNT「ユメミグサ」 (Ki/oon Music)[19]
- 製作：沢桂一、菊川雄士、弓矢政法、下田淳行、郡司聡
- エグゼクティブプロデューサー：伊藤響
- プロデューサー：河野英裕、原公男
- ラインプロデューサー：熊谷悠
- 撮影：花村也寸志
- 照明：志村昭裕
- 美術：金勝浩一
- 装飾：西渕浩祐
- 録音：冨田和彦
- 音響効果：岡瀬晶彦
- 編集：木村悦子
- 衣裳：高橋さやか
- ヘアメイク：酒井夢月
- VFXスーパーバイザー：廣田隼也
- スクリプター：岩佐美紀
- 監督補：李相國
- 助監督：黒田健介
- 制作担当：後藤一郎
- モーショングラフィックデザイン：熊本直樹
- 配給：東宝
- 制作プロダクション：ツインズジャパン
- 製作幹事：日本テレビ放送網
- 製作：映画「青くて痛くて脆い」製作委員会（日本テレビ放送網、読売テレビ放送、ジェイアール東日本企画、ツインズジャパン、KADOKAWA、札幌テレビ放送、宮城テレビ放送、静岡第一テレビ、中京テレビ放送、広島テレビ放送、福岡放送）

### 受賞
- 第42回ヨコハマ映画祭 最優秀新人賞（森七菜、『ラストレター』『461個のおべんとう』と合わせて）[20]